# Mikael von der Geest
Mikael Erik von der Geest, född 12 mars 1969 i Västerviks församling, död 9 februari 2020 i Västerviks distrikt, var en svensk professionell ishockeyspelare. Efter att ha inlett seniorkarriären med fyra säsonger i moderklubben Västerviks IK i Division III spelade Geest större delen av 1990-talet i Division I. Under dessa år representerade han, förutom Västervik, också Team Boro, IK Pantern, IK Oskarshamn och Mörrums GoIS IK. Efter två säsonger med IK Oskarshamn i Allsvenskan värvades han 2001 till Linköping HC i Elitserien, där han spelade fram till 2003.

## Karriär
Geest började sin ishockeykarriär i Västerviks IK där han spelade i en säsong innan han värvades till Leksands IF:s J20-lag som han spelade med i ett år. De tre följande säsongerna spelade han i Västerviks IK:s seniorlag i Division 3. Laget var ungt och Geest fick där en framträdande roll. Under sin tredje säsong i klubben noterades han för 77 poäng på 28 matcher, vilket fick ett mot Elitserien satsande Team Boro att värva Geest.
Under tre säsonger med Team Boro i Division I hade Geest en poängproduktion på 89 poäng på 95 grundseriematcher. Året 1996/97 spelade han i Västerviks IK då man bland annat slog ut Huddinge IK och Sunne IK, och skulle kvala upp till Elitserien men slogs ut av Linköping HC. Under 1990-talet representerade han också IK Pantern, IK Oskarshamn och Mörrums GoIS IK. 
Inför säsongen 1999/00 återvände han till IK Oskarshamn i den nyskapade Allsvenskan. Där gjorde han under dessa två säsonger 48 poäng på 81 grundseriematcher. Under sin andra säsong i klubben var han lagets mest utvisade spelare med 100 utvisningsminuter. Geest var också, tillsammans med Robert Ohlsson och Michael Helber, de poängmässigt bästa spelarna i Kvalserien till Elitserien i ishockey 2001 då han noterades för åtta poäng på tio spelade matcher (tre mål, fem assist).
Inför säsongen 2001/02 skrev Geest ett try out-avtal med Linköping HC i Elitserien. Den 7 september 2001 meddelade klubben att man förlängt avtalet med Geest säsongen ut. Den 18 september samma år gjorde han Elitseriedebut i en 1–4-förlust mot AIK. En vecka senare, den 25 september, gjorde han sina två första mål i serien då Brynäs IF besegrades med 0–4. Under sin första säsong i Linköping stod Geest för fem mål och tio assist. Den följande säsongen fick han spolierad av skador och spelade endast 22 grundseriematcher, där han noterades för tre mål och tre assist.
Efter att ha spelat elva matcher för Linköping under säsongen 2003/04, meddelades det den 23 oktober 2003 att Geest valt att lämna Linköping för spel med IK Oskarshamn i Hockeyallsvenskan. Han hann sedan spela 14 matcher för Oskarshamn innan han drabbades av en ryggskada, vilken gjorde att han inte spelade mer under säsongen. Därefter spelade inte Geest förrän säsongen 2006/07 då han gjorde comeback i Västerviks IK i Div. II, där han på fem matcher noterades för två mål och en assist.

## Statistik
| 1985–86           | Västerviks IK     | Div. III          | 15 | 6  | —  | —  | —   | 6  | 8 | —  | —  | —  |
| 1986–87           | Västerviks IK     | Div. III          | 24 | 10 | —  | —  | —   | —  | — | —  | —  | —  |
| 1987–88           | Västerviks IK     | Div. III          | 28 | 30 | —  | —  | —   | 2  | 3 | —  | —  | —  |
| 1988–89           | Västerviks IK     | Div. III          | 28 | 33 | 44 | 77 | —   | —  | — | —  | —  | —  |
| 1989–90           | Team Boro         | Div. I            | 32 | 9  | 15 | 24 | 10  | 3  | 0 | 0  | 0  | 2  |
| 1990–91           | Team Boro         | Div. I            | 34 | 16 | 17 | 33 | 10  | 11 | 4 | 10 | 14 | 14 |
| 1991–92           | Team Boro         | Div. I            | 29 | 11 | 21 | 32 | 26  | 13 | 3 | 7  | 10 | 6  |
| 1992–93           | Västerviks IK     | Div. I            | 31 | 16 | 20 | 36 | 94  | 6  | 3 | —  | —  | —  |
| 1993–94           | IK Pantern        | Div. I            | 30 | 13 | 15 | 28 | 26  | 6  | 0 | 2  | 2  | 8  |
| 1994–95           | Västerviks IK     | Div. II           | 29 | 17 | 30 | 47 | 92  | 8  | 4 | —  | —  | —  |
| 1995–96           | Västerviks IK     | Div. I            | 32 | 12 | 22 | 34 | 28  | 2  | 0 | 0  | 0  | 2  |
| 1996–97           | Västerviks IK     | Div. I            | 30 | 8  | 17 | 25 | 41  | 5  | 0 | 2  | 2  | 0  |
| 1997–98           | IK Oskarshamn     | Div. I            | 22 | 3  | 7  | 10 | 20  | —  | — | —  | —  | —  |
| 1997–98           | Västerviks IK     | Div. I            | 8  | 5  | 3  | 8  | 49  | 10 | 3 | —  | —  | —  |
| 1998–99           | Mörrums GoIS IK   | Div. I            | 32 | 8  | 15 | 23 | 63  | —  | — | —  | —  | —  |
| 1999–00           | IK Oskarshamn     | HA                | 42 | 9  | 18 | 27 | 36  | 2  | 0 | 0  | 0  | 2  |
| 2000–01           | IK Oskarshamn     | HA                | 39 | 10 | 11 | 21 | 100 | 10 | 3 | 5  | 8  | 20 |
| 2001–02           | Linköping HC      | Elitserien        | 49 | 5  | 10 | 15 | 14  | —  | — | —  | —  | —  |
| 2002–03           | Linköping HC      | Elitserien        | 22 | 3  | 3  | 6  | 14  | —  | — | —  | —  | —  |
| 2003–04           | Linköping HC      | Elitserien        | 11 | 0  | 0  | 0  | 6   | —  | — | —  | —  | —  |
| 2003–04           | IK Oskarshamn     | HA                | 14 | 2  | 4  | 6  | 20  | —  | — | —  | —  | —  |
| 2006–07           | Västerviks IK     | Div. II           | 5  | 2  | 1  | 3  | 10  | —  | — | —  | —  | —  |
| Elitserien totalt | Elitserien totalt | Elitserien totalt | 82 | 8  | 13 | 21 | 34  | —  | — | —  | —  | —  |